# Karyobinga
Karyōbinga (迦陵頻伽; Kalavinka) è il 13º album in studio del gruppo heavy metal giapponese Onmyo-za, pubblicato il 30 Novembre 2016 in Giappone dalla King Records. L'album ha raggiunto la 7ª posizione della Oricon (classifica musicale giapponese). È stato pubblicato sia in formato CD che in vinile.
| Recensione              | Giudizio |
| ----------------------- | -------- |
| AllMusic                |          |
| kevymetal.wordpress.com | 90\100   |

## Tracce
1. Karyōbinga (Kalavinka)
2. Ran (Luan)
3. Shiten no Sekiyoku (A Single Wing in the Blazing Sky)
4. Yaiba (Blade)
5. Nijūnihikime wa Dokuhami (The 22nd One is a Pit Viper)
6. Omae no Hitomi ni Hajirai no Suna (Sand of Shyness in Your Eyes)
7. Rokurokubi
8. Hyōga Ninpōchō (Ninja Scroll of Ice Fang)
9. Ningyo no Ori (The Cage of the Mermaid)
10. Susanoo
11. Jorōgumo
12. Ai Suru Mono yo, Shinisōrae (My Beloved, I Prithee, Die)
13. My Beloved, I Prithee, Die (Song to Pity the Poet)